# فرودگاه کیریات شنوما
فرودگاه کیریات شنوما (به انگلیسی: Kiryat Shmona Airport) یک فرودگاه همگانی با کد یاتا KSW است که یک باند فرود آسفالت دارد و طول باند آن ۱۳۴۸ متر است. این فرودگاه در شهر کریات شمونا کشور اسرائیل قرار دارد و در ارتفاع ۱۱۵ متری از سطح دریا واقع شده است.